# Burnout 3: Takedown
Burnout 3: Takedown é um jogo eletrônico de corrida de estilo arcade desenvolvido pela Criterion Games e publicado pela EA Games para PlayStation 2 e Xbox. Sendo o terceiro título da franquia, preserva algumas características e acrescenta outras em relação ao seu antecessor, Burnout 2. Esse jogo tem um diferencial quando se compara a outros jogos de corrida por ter outras categorias além da tradicional Circuit.
Nesse jogo, o jogador não apenas precisa vencer as corridas, como também ganha pontos por derrubar ou destruir seus oponentes através de Takedowns. Ao ser atingido, você perde velocidade e turbo, e enquanto capota, pode mover os destroços de seu veículo para atingir seus oponentes através da mecânica de Impact Time.

## Modos de jogo
O jogo conta com um modo carreira, o World Tour, além de modos multiplayer local (até 4 pessoas) e online (até 8 pessoas). Há também o modo single player normal, onde pode praticar e correr à vontade. São quatro modos de jogo: Contratempo, Fúria ao Volante, Corrida e Choque.
- Contratempo (Burning Lap) - O objetivo é bater os recordes de tempo do circuito. Se for um contratempo do Tour mundial do Burnout 3, poderá desbloquear novas provas de corrida e algumas recompensas exclusivas.

- Fúria ao Volante (Road Rage) - O objetivo deste modo de jogo é destruir o maior número de carros possível e não bater com o seu próprio veículo, porque você perde impulso (nitrogênio) e estraga o seu carro (se você bater com o seu veículo aproximadamente cinco vezes o seu carro é completamente destruído e a prova acaba).

- Choque (Crash) - Um puzzle em tempo real onde o objetivo é criar grandes acidentes e explodir os veículos com o seu carro. Se você conseguir destruir um certo número de veículos você ganha um bomba que é posta no seu carro para chocar mais.

- Corrida (Race) - A corrida, tal como todas as outras, tem o objetivo de chegar em primeiro, com o diferencial de poder destruir seus oponentes.

## Veículos
Existe um total de 67 veículos no jogo. A editora e desenvolvedora do jogo não adquiriu direitos de marcas automotivas, de modo que todos os veículos do jogo são genéricos – com base em alguns modelos reais. Eles são divididos em 7 classes:
- Compact
- Muscle
- Coupe
- Sports
- Super
- Special
- Pesos Pesados (Excluivos do modo Crash)

## Recepção
O jogo recebeu análises positivas dos críticos. Recebeu notas altas no Metacritic, tanto na versão de Playstation 2, quanto na de Xbox, além de vários outros veículos de mídia, como a GameSpot.

## Trilha sonora
A trilha sonora de Burnout 3: Takedown conta com 44 canções, as quais incluem "I'm Not Okay (I Promise)" de My Chemical Romance, "Paper Wings" de Rise Against, "C'mon" de Go Betty Go, "Breathing" de Yellowcard, "This Fire" de Franz Ferdinand, "Saccharine Smile" de Donots, "Always You" de Amber Pacific e "Memory" de Sugarcult. "Lazy Generation" de The F-Ups é a música de abertura do jogo. Canções são tocadas através da "Crash FM", a estação de rádio do jogo com comentários do DJ Stryker da estação de rádio alternativa KROQ-FM de Los Angeles. Alternativamente, Burnout 3 suporta a criação de trilha sonora do usuário no Xbox com o uso do disco rígido do Xbox.